# Flow (televisieserie)
Flow is een Nederlandse televisieserie, geschreven door Franky Ribbens, en is geregisseerd door Ruud Schuurman. De hoofdrollen worden gespeeld door onder andere Yorick van Wageningen, en de rappers Negativ en Salah Edin. De negen afleveringen zijn december 2008 tot maart 2009 uitgezonden door de NPS.
Flow is genomineerd voor een Rocky Award op het Banff World Televison Festival in Canada.